# Редиу (Рошиешти)
Редиу (рум. Rediu) насеље је у Румунији у округу Васлуј у општини Рошиешти. Oпштина се налази на надморској висини од 235 m.

## Становништво
Према подацима из 2002. године у насељу је живело 214 становника, од којих су сви румунске националности.